# Gonomyia (Gonomyia) kurokawae
Gonomyia (Gonomyia) kurokawae is een tweevleugelige uit de familie steltmuggen (Limoniidae). De soort komt voor in het Palearctisch gebied.